# Glâne
Het district Glâne (Duits: Glânebezirk; Frans District de la Glâne) is een van de zeven districten van het kanton Fribourg in Zwitserland. De districtsstad is Romont. Het district is 169.08 km² groot en heeft 18.481 inwoners (2003).
Van het district Glâne maken 21 gemeentes deel uit.

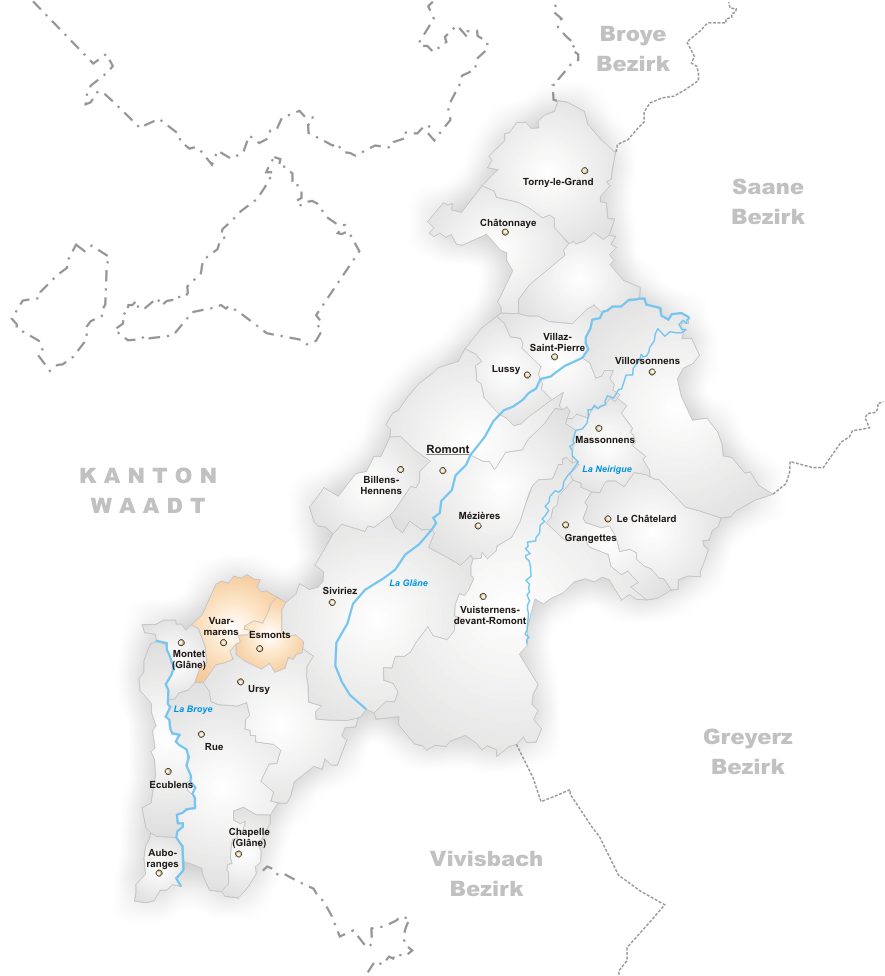
Gemeentes van het district Glâne

| Naam gemeente             | Inwoners (1.1.2003) | Opp in km² |
| ------------------------- | ------------------- | ---------- |
| Auboranges                | 222                 | 1,91       |
| Billens-Hennens           | 635                 | 4,89       |
| Chapelle (Glâne)          | 204                 | 2,03       |
| Châtonnaye                | 572                 | 6,36       |
| Ecublens (Fribourg)       | 263                 | 4,87       |
| Grangettes                | 155                 | 3,36       |
| La Folliaz                | 852                 | 9,91       |
| Le Châtelard              | 340                 | 7,48       |
| Massonnens                | 408                 | 4,24       |
| Mézières (Fribourg)       | 932                 | 9,19       |
| Montet                    | 206                 | 2,20       |
| Romont (Fribourg)         | 4085                | 10,90      |
| Rue (Zwitserland)         | 1027                | 11,20      |
| Siviriez                  | 1899                | 20,27      |
| Torny                     | 700                 | 10,20      |
| Ursy                      | 1517                | 8,92       |
| Villaz-Saint-Pierre       | 970                 | 5,53       |
| Villorsonnens             | 1129                | 15,50      |
| Vuarmarens                | 352                 | 3,5        |
| Vuisternens-devant-Romont | 1843                | 24,9       |

Broye · Glâne · Gruyère/Greyerz · Sarine/Saane · See/Lac · Sense/Singine · Veveyse/Vivisbach